# Merionoeda
Merionoeda är ett släkte av skalbaggar. Merionoeda ingår i familjen långhorningar.

## Dottertaxa tillMerionoeda, i alfabetisk ordning[1]
- Merionoeda acuta
- Merionoeda acutipennis
- Merionoeda africana
- Merionoeda aggregata
- Merionoeda aglaospadix
- Merionoeda amabilis
- Merionoeda andrewesi
- Merionoeda anulus
- Merionoeda apicicornis
- Merionoeda apicifusca
- Merionoeda atriceps
- Merionoeda atricollis
- Merionoeda aurorensis
- Merionoeda baliana
- Merionoeda baliosmerion
- Merionoeda baoshana
- Merionoeda basalis
- Merionoeda brachyptera
- Merionoeda caelata
- Merionoeda calcarata
- Merionoeda caldwelli
- Merionoeda callifera
- Merionoeda cariniger
- Merionoeda catoxelytra
- Merionoeda clunis
- Merionoeda coerulea
- Merionoeda congolensis
- Merionoeda consonaria
- Merionoeda curtipennis
- Merionoeda distinctipes
- Merionoeda dulcis
- Merionoeda dumosa
- Merionoeda eburata
- Merionoeda evidens
- Merionoeda falsidica
- Merionoeda flavonotatus
- Merionoeda fulvipennis
- Merionoeda fulvonotata
- Merionoeda fusca
- Merionoeda guerryi
- Merionoeda hasta
- Merionoeda hebes
- Merionoeda hirsuta
- Merionoeda inapicalis
- Merionoeda indica
- Merionoeda inopinata
- Merionoeda jeanvoinei
- Merionoeda klapperichi
- Merionoeda laticornis
- Merionoeda lombokiana
- Merionoeda longicollis
- Merionoeda marginalis
- Merionoeda mehli
- Merionoeda melanocephala
- Merionoeda melanopsis
- Merionoeda melichroos
- Merionoeda merocephala
- Merionoeda micans
- Merionoeda miranda
- Merionoeda musschenbroekii
- Merionoeda nigrella
- Merionoeda nigriceps
- Merionoeda nigricollis
- Merionoeda nigroapicalis
- Merionoeda phoebe
- Merionoeda pilosa
- Merionoeda pubicollis
- Merionoeda puella
- Merionoeda punctatella
- Merionoeda punctifrons
- Merionoeda ruficollis
- Merionoeda ruficornis
- Merionoeda rusticula
- Merionoeda scitella
- Merionoeda scutulata
- Merionoeda seminigra
- Merionoeda similaris
- Merionoeda spadixelytra
- Merionoeda splendida
- Merionoeda subulata
- Merionoeda sumatrana
- Merionoeda taprobanica
- Merionoeda tosawai
- Merionoeda tuberosa
- Merionoeda unguicularis
- Merionoeda uraiensis
- Merionoeda wayani
- Merionoeda vulpecula